# Montsalvy
Montsalvy  es una comuna francesa situada en el departamento de Cantal, en la región de Auvernia-Ródano-Alpes.

## Demografía
| 821 | 947 | 1100 | 927 | 970 | 896 | 812 |
| Para los censos de 1962 a 1999 la población legal corresponde a la población sin duplicidades (Fuente: INSEE [Consultar]) |     |      |     |     |     |     |

## Lugares y monumentos
- Puy de l'Arbre, emplazamiento del antiguo castillo de Mandulphe
- Antigua abadía Notre-Dame de l'Assomption: su iglesia; su claustro; su sala capitular; el refectorio de sus monjes